# Selles (Haute-Saône)
Selles é uma comuna francesa na região administrativa de Borgonha-Franco-Condado, no departamento de Alto Sona. Estende-se por uma área de 14,36 km². Em 2010 a comuna tinha 208 habitantes (densidade: 14,5 hab./km²).